# 라샤 탈라하제
라샤 코바스 제 탈라하제(조지아어: ლაშა კობას ძე ტალახაძე, 조지아어 발음: [laʃa tʼalaχadze], 1993년 10월 2일~)는 조지아의 역도 선수이다. 2021년 8월 기준으로, 최중량급(+109kg) 세계기록 보유자이다.
2016년 하계 올림픽(+105kg급)과 2020년 하계 올림픽(+109 kg급)에서 금메달을 기록하였으며, 세계 역도 선수권 대회에서 네 차례 우승하였다. 국제 역도 연맹(IWF)의 종목 개편으로, 2018년부터 +109kg급에 속한다. 2017년, 2018년, 2019년 국제 역도 연맹 올해의 선수에 선정되었다. 
2021년 2020년 하계 올림픽 개막식에서 사격 선수 니노 살루크바제와 함께 기수를 맡았다. 8월 4일 열린 +109kg 최중량급 경기에서 인상 223, 용상 265, 합계 488kg으로 종전 자신의 세계 기록을 모두 새롭게 쓰며 올림픽 2연패를 달성하였다.

## 올림픽 경기 기록
: 2021년 8월 기준으로, 세계 기록
| 대회               | 장소                  | 체급   | 인상(kg) | 인상(kg) | 인상(kg) | 인상(kg) | 용상(kg) | 용상(kg) | 용상(kg) | 용상(kg) | 합계 | 순위      |
| 대회               | 장소                  | 체급   | 1차      | 2차      | 3차      | 순위     | 1차      | 2차      | 3차      | 순위     | 합계 | 순위      |
| ------------------ | --------------------- | ------ | -------- | -------- | -------- | -------- | -------- | -------- | -------- | -------- | ---- | --------- |
| 2016년 하계 올림픽 | 브라질 리우데자네이루 | +105kg | 205      | 210      | 215      | 2        | 242      | 247      | 258      | 1        | 473  | 1, 금메달 |
| 2020년 하계 올림픽 | 일본 도쿄             | +109kg | 208      | 215      | 223      | 1        | 245      | 244      | 265      | 1        | 488  | 1, 금메달 |

## 세계 기록 표
수 차례 세계신기록을 작성해온 탈라하제는 최중량급 최강자로 평가되며, 2016년 8월, 2016년 하계 올림픽에서 인상·합계 세계신기록 작성을 시작으로 2018년 11월 용상 부문도 세계신기록을 작성하였으며, 계속해서 세계신기록을 경신하였다. 탈라하제는 2021년 8월 기준, 인상과 용상, 합계에 걸쳐 23차례 세계신기록을 작성하였다.

### +105kg
| 날짜            | 구분 | 결과 (kg) | 위치                  | 대회                         | 비고                   |
| --------------- | ---- | --------- | --------------------- | ---------------------------- | ---------------------- |
| 2016년 8월 16일 | 인상 | 215       | 브라질 리우데자네이루 | 하계 올림픽                  | 인상 첫 세계 기록 작성 |
| 2016년 8월 16일 | 합계 | 473       | 브라질 리우데자네이루 | 하계 올림픽                  | 합계 첫 세계 기록 작성 |
| 2017년 4월 8일  | 인상 | 217       | 크로아티아 스플리트   | 2017년 유럽 역도 선수권      |                        |
| 2017년 11월 5일 | 인상 | 220       | 미국 애너하임         | 세계 역도 선수권             |                        |
| 2017년 11월 5일 | 합계 | 220       | 미국 애너하임         | 2017년 세계 역도 선수권 대회 |                        |

### +109kg
※국제 역도 연맹(IWF)의 종목 개편으로, 2018년부터 +109kg급에 속한다.
| 날짜             | 구분 | 결과 (kg) | 위치                      | 대회                  | 비고                           |
| ---------------- | ---- | --------- | ------------------------- | --------------------- | ------------------------------ |
| 2018년 11월 10일 | 인상 | 212       | 투르크메니스탄 아시가바트 | 세계 역도 선수권      |                                |
| 2018년 11월 10일 | 인상 | 217       | 투르크메니스탄 아시가바트 | 세계 역도 선수권 대회 |                                |
| 2018년 11월 10일 | 합계 | 462       | 투르크메니스탄 아시가바트 | 세계 역도 선수권 대회 |                                |
| 2018년 11월 10일 | 용상 | 252       | 투르크메니스탄 아시가바트 | 세계 역도 선수권 대회 | 용상 첫 세계 기록 작성         |
| 2018년 11월 10일 | 합계 | 469       | 투르크메니스탄 아시가바트 | 세계 역도 선수권 대회 |                                |
| 2018년 11월 10일 | 용상 | 257       | 투르크메니스탄 아시가바트 | 세계 역도 선수권 대회 |                                |
| 2018년 11월 10일 | 합계 | 474       | 투르크메니스탄 아시가바트 | 세계 역도 선수권 대회 |                                |
| 2019년 4월 13일  | 인상 | 218       | 조지아 바투미             | 유럽 역도 선수권      |                                |
| 2019년 4월 13일  | 용상 | 260       | 조지아 바투미             | 유럽 역도 선수권      |                                |
| 2019년 4월 13일  | 합계 | 478       | 조지아 바투미             | 유럽 역도 선수권      |                                |
| 2019년 9월 27일  | 인상 | 220       | 태국 파타야               | 세계 역도 선수권      |                                |
| 2019년 9월 27일  | 용상 | 264       | 태국 파타야               | 세계 역도 선수권      |                                |
| 2019년 9월 27일  | 합계 | 484       | 태국 파타야               | 세계 역도 선수권      |                                |
| 2021년 4월 11일  | 인상 | 222       | 러시아 모스크바           | 유럽 역도 선수권      |                                |
| 2021년 4월 11일  | 합계 | 485       | 러시아 모스크바           | 유럽 역도 선수권      |                                |
| 2021년 8월 4일   | 인상 | 223       | 일본 도쿄                 | 하계 올림픽           | 2021년 8월 기준으로, 세계 기록 |
| 2021년 8월 4일   | 용상 | 265       | 일본 도쿄                 | 하계 올림픽           | 2021년 8월 기준으로, 세계 기록 |
| 2021년 8월 4일   | 합계 | 488       | 일본 도쿄                 | 하계 올림픽           | 2021년 8월 기준으로, 세계 기록 |

## 2013년 도핑과 출장 금지
탈라하제는 2013년 도핑 검사에서 경기력 향상 약물 스타노졸롤(Stanozolol) 양성 반응으로 2년간 대회 출전이 금지되었다.